# Luigi Menegazzoli
Luigi Menegazzoli (Verona, 6 settembre 1880 – Milano, 28 febbraio 1970) è stato un compositore e organista italiano.
Apparteneva alla generazione di compositori di cui facevano parte anche Gian Francesco Malipiero, Franco Alfano, Ildebrando Pizzetti, Alfredo Casella e Italo Montemezzi. 

## Biografia
Luigi Menegazzoli era figlio di Giuseppe Menegazzoli, fabbricante di pianoforti e principale negoziante di musica a Verona.
Abbandonati gli studi classici, studiò al liceo musicale "Martini" di Bologna, diretto da Marco Enrico Bossi, con il maestro Vincenzo Ferroni e vi si diplomò in composizione.
Dopo la morte del padre si trasferì a Lonato, nella casa di villeggiatura della famiglia.
Inizialmente Menegazzoli si dedico all'opera lirica. Il suo stile, tuttavia, si discostava da quello della tradizione italiana e s'inseriva invece nella tradizione post-wagneriana, caratterizzata da partiture dense e complesse, e dalla grande attenzione prestata alla strumentazione. 
La prima opera, Incantesimi, tuttavia, non venne rappresentata per l'improvvisa morte del librettista Enrico Golisciani che turbò il giovane compositore.
L'opera La giavanese venne rappresentata al Politeama Genovese nel 1914 con successo di pubblico. Dirigeva Giuseppe Baroni, interpreti erano Aureliano Pertile e Luisa Gariboldi. Questo lavoro pose Menegazzoli all'attenzione del mondo musicale italiano.
L'opera più importante del maestro veronese è però l'atto unico Fiordi su libretto di Giovanni Cenzato, che debuttò al Teatro Municipale di Sanremo il 4 aprile 1938 e fu successivamente eseguita all'Opera di Duisburg per dieci repliche nel 1941, le ultime sotto la direzione di Heinrich Hollreiser.
I librettisti di Menegazzoli ebbero problemi con la censura fascista. In particolare l'opera Annadea, su libretto di Carlo Zangarini, non andò in scena a causa di alcuni brani rievocanti l'amicizia italo-francese, che non si conciliavano con le direttive politiche dell'epoca e che gli autori si rifiutarono di eliminare. 
Nella produzione di Menegazzoli ha molto spazio la musica sacra. In questo senso il periodo più florido fu quello passato a Monaco di Baviera all'inizio degli anni venti. In questo periodo compose tre messe, che vennero lodate anche dai critici più esigenti. Il maestro pubblicò molti brani di musica sacra presso le edizioni Musica Sacra di Milano e le Edizioni Carrara di Bergamo.
Negli anni successivi Menegazzoli compose alcuni poemi sinfonici, due dei quali furono scelti per essere eseguiti dall'Orchestra di Santa Cecilia. San Francesco fu diretto il 27 marzo 1930 dal maestro Bernardino Molinari ed ebbe successo di critica; mentre Nel silenzio d'una sera fu eseguito il 15 febbraio 1937 sotto la direzione di Mario Rossi. 
Un altro poema sinfonico, L'aurora, fu eseguita più volte in radio dall'EIAR e da Radio Monte Ceneri.
Luigi Menegazzoli morì a Milano il 28 febbraio 1970.

## Opere
L'elenco non è esaustivo

### Opere liriche
- Incantesimo, opera in 1 atto su libretto di Enrico Golisciani (1910) programmata per il Teatro della Pergola di Firenze
- La giavanese, opera in 2 atti su libretto di Biante Montelioi (1919 al Politeama Genovese)
- Annadea, opera in 3 atti, libretto di Carlo Zangarini (1930)
- Fiordi, opera in 1 atto su libretto di Giovanni Cenzato (1938 al Teatro municipale di Sanremo)

### Poemi sinfonici
- Preludio sinfonico, Lonato 1906
- Polifemo e Galatea, Verona 1908
- Sogno di una notte di primavera (1924)
- San Francesco, Roma, Augusteo 1930
- Nel silenzio d'una sera, Roma, Teatro Adriano 1937
- Danze sinfoniche per grande orchestra (1940)
- L'aurora, EIAR 1936
- Poema fantastico, (1955)
- Richiamo passionale (1966)

### Musica sacra
- Missa brevis a due voci pari con accompagnamento d'organo, Duomo di Milano, 1918
- Missa pacis a quattro voci ineguali ed accompagnamento d'organo, Duomo di Verona, 1919
- Missa secunda, a due voci pari con accompagnamento d'organo, Lonato, 1919
- Messa da requiem a quattro voci con accompagnamento d'organo, Cattedrale di Monaco di Baviera, 1921
- Requiem per orchestra, organo e canto, Damenstiftkirche, Monaco di Baviera, 1922
- Messa solenne per orchestra, organo e canto, Cattedrale di Monaco di Baviera, 1924

### Operetta
- Biancaneve, fiaba musicale in 5 atti su libretto di Roberto Di Andrea (1937)

### Quartetti
- Quartetto d'archi, (1906)
- Quartetto d'archi, Desenzano 1910
- Quartetto classico per archi, 1952 (eseguito a Lonato nel 2015)